# Astilleros Astraea
Astilleros Astraea fue un fabricante español de veleros con sede en Lopera (provincia de Jaén, Andalucía). Su presencia internacional destacó en países como Alemania, Dinamarca, Suecia, Austria, Suiza, Holanda, Bélgica y Portugal.

## Historia
Fundada en 1994, la empresa Astilleros Astraea S.L. consiguió posicionarse como uno de los constructores de veleros deportivos más competitivos de Europa. A finales de 1999, Astraea adquirió un astillero de Bretaña y se hizo con la fabricación del Helium francés. 
En 2003, la Consejería de Innovación y Desarrollo de la Junta de Andalucía entra en el accionariado de Astraea a través de InverJaén.Durante diciembre de 2008 Astraea despide a la totalidad de su plantilla con vistas a la recontratación de dicha plantilla en cuanto mejorase la situación. Una vez recuperada, Astraea pretendía entrar en el mercado de EE. UU. y fabricar en México a través de un socio de ese país. 
En 2009 la empresa aún no había sido relanzada, sus fundadores estaban arruinados y los trabajadores no habían recuperado su puesto de trabajo. El 25 de septiembre de 2009, Canal Sur Televisión emite un programa (Soñadores) en el que elogia la progresión de la empresa y el buen rumbo de la misma en manos de la Junta de Andalucía, creando una nueva polémica pues a día de la retransmisión, la empresa llevaba más de un año en concurso de acreedores y su plantilla en paro. El reportaje había sido grabado dos años antes de su retransmisión y no se recaló en la situación actual de la empresa antes de emitirlo.

## Proceso de Fabricación
Astraea tenía ubicada su fábrica en una zona de extensos Olivares, zona seca que garantiza la ausencia de humedad a la hora de laminar el casco (en Fibra de vidrio), evitando así cualquier resquicio de ósmosis en el velero.

### Modelos fabricados
- Albatros: Se trata de un velero de 5,49 m, insumergible, con un peso alrededor de los 770kg. Lo bueno es que, aunque cala solamente 1,1m, dispone de una quilha integrada en el casco con un torpedo y un peso de 300kg, o sea, un 38% del peso del barco. De esta forma, se trata de un velero con una estabilidad fuera de lo común. Otro aspecto interesante es su carácter regatero: al ser ligero, tiene un ratio (con spinnaker) de 16 kg por m² de trapo, así que con ciertos vientos llega a ser verdaderamente sorpreendente.
- Azor
- 235 Sprinter
- 260 Sprinter
- 260 Cruiser
- 265
- 295 Sprinter
- Brenta 24

## Palmarés Deportivo
- Copa del Rey de Vela 1997
- Copa del Rey de Vela 1998
- Campeonato Nacional de Vela de Alemania 2000

## Polémica
Según diversos medios, la Junta de Andalucía habría llevado a la quiebra esta empresa de forma intencionada, tras comprobar mediante dosieres, que el fundador y socio de Astilleros Astraea, Juan Francisco Sánchez Galera era contrario a las reformas socialistas sobre temas como el aborto y se le habría visto en varias manifestaciones provida y en contra del aborto. Otra gran polémica sería la surgida el viernes 25 de septiembre de 2009, tras la retransmisión en la televisión pública de Andalucía de un reportaje sobre la buena marcha de la empresa cuando en realidad la empresa llevaba 1 año en quiebra.